# محمود توبة
محمود توبة لاعب كرة قدم مصري، من ناشئي النادي الأهلي ، ويلعب حاليًا لنادي مصر في مركز خط الوسط الدفاعي ، وشارك مع منتخب مصر تحت 20 سنة في كأس العالم تحت 20 سنة لكرة القدم 2009.

## روابط خارجية
- محمود توبة